# Les Panthères roses (Montréal)
Pour les articles homonymes, voir Les Panthères roses.
Les Panthères roses est une association d'activistes gays et lesbiennes se définissant comme « queers radicaux ».

## Histoire
Le mouvement fut créé à Montréal au début des années 2000 et s'est arrêté en 2007. Ce groupe se fit connaître grâce à un reportage de Radio-Canada sur leur « sodomobile », une voiture sur laquelle on pouvait voir une effigie de Stephen Harper se faire sodomiser par une panthère rose faite en papier mâché, l'association l'utilisera pour perturber un congrès conservateur. 